# Most Dovalovec
Most Dovalovec je dálniční most na Slovensku, který se se svou délkou 526,40 metru řadí mezi nejdelší silniční mosty na Slovensku. Nachází se na dálnici D1 na úseku Liptovský Hrádok - Hybe.
Most se nachází 33 metrů nad terénem a přemosťuje údolí potoka Dovalovec, prostupujíce severně od intravilánu obce Dovalovo. Volná šířka mostu je 11,75 metru.